# Mär
Eine Mär oder Märe ist im ursprünglichen Sinne ein Bericht oder eine Erzählung; in der Gegenwartssprache wird die Bezeichnung vor allem abwertend für moderne Sagen und andere Geschichten oder Vorstellungen verwendet, die sich als falsch herausgestellt haben. Letztere Verwendung tritt nach dem Deutschen Wörterbuch bereits im 15. bis 17. Jahrhundert auf, die Verkleinerungsform Märchen oder „Märlein“ wurde ebenfalls als Abgrenzung für eine unwahre Geschichte verwendet.
Im Spätmittelalter und zu Beginn der Frühen Neuzeit wurden volkstümliche Erzählungen, mit denen vor allem Franziskaner und Dominikaner ihre Predigten durch „Exempel“ (beispielhafte Geschichten) veranschaulichten, als  „Märlein“ bezeichnet.
Bereits seit Ende des 17. Jahrhunderts gilt die Bezeichnung Mär als veraltet, jedoch wird sie noch immer zur Kennzeichnung offensichtlich überholter oder unwahrer Geschichten eingesetzt, heute oft ironisch oder scherzhaft.
Bekannt ist das Wort Mär unter anderem auch durch Martin Luthers Weihnachtslied Vom Himmel hoch, in dem es in der ersten Strophe gleich zweimal Erwähnung findet. Dort geht es um die gute Mär (Nachricht) von der Geburt Jesu Christi:

„Vom Himmel hoch, da komm’ ich her.

Ich bring’ euch gute neue Mär,

Der guten Mär bring’ ich so viel,

Davon ich sing’n und sagen will.“